# Calau blanc
El calau blanc (Berenicornis comatus) és una espècie d'ocell de la família dels buceròtids (Bucerotidae) i única espècie del gènere Berenicornis (Bonaparte, 1850) si bé alguns autors l'han inclòs a Aceros. Habita els boscos del sud de Myanmar, Tailàndia peninsular, sud del Vietnam, Malaia, Sumatra i Borneo.